# Elements (video)
Elements – The Best of Mike Oldfield – kompilacyjny album wideo Mike’a Oldfielda, wydany po raz pierwszy w 1993 na VHS oraz laserdiscu. Reedycja, znacznie rozszerzona, wydana została w 2004 roku. Wideo jest częścią serii Elements wydanej w 1993 roku przez Vrigin jako podsumowanie 20 lat kariery muzycznej Oldfielda.

## Wydanie z 1993
Wydanie z 1993 roku ukazało się na VHS oraz laserdiscu. Oprócz większości materiałów wydanych przez Virgin, zawiera także teledysk oraz fragment koncertu na licencji WEA.

### Spis utworów
1. „Ommadawn” (fragment, jako wstęp)
2. „Tubular Bells” (Fragment Part one w wersji koncertowej)
3. „In Dulci Jubilo”
4. „Incantations” (fragment Part Four)
5. „Étude”
6. „Five Miles Out”
7. „Moonlight Shadow”
8. „Islands”
9. „Shadow on the Wall”
10. „Sentinel” (restructure)
11. „Tattoo” (nagranie na żywo na Zamku Edynburskim)
12. „Ommadawn” (fragment, jako motyw końcowy)

## Wydanie z 2004
W 2004 roku wydana została rozszerzona wersja kompilacji (DVD), choć nie zawierała materiałów wyprodukowanych dla WEA.

### Spis utworów
1. „Tubular Bells” (Part 1) – Live (telewizyjny występ w Second House BBC - 1976) (24:59)
2. „Don Alfonso” (4:29)
3. „In Dulci Jubilo” (3:05)
4. „Portsmouth” (2:03)
5. „William Tell Overture” (3:54)
6. „Guilty” (4:11)
7. „Blue Peter” (2:19)
8. „Wonderful Land” (2:53)
9. „Five Miles Out” (4:17)
10. „Moonlight Shadow” (3:43)
11. „Shadow on the Wall” (3:12)
12. „Crime of Passion” (3:42)
13. „Tricks of the Light” (3:56)
14. „To France” (4:30)
15. „Étude” (2:24)
16. „Pictures in the Dark” (5:10)
17. „Shine” (3:24)
18. „Innocent” (3:31)
19. „Earth Moving” (4:04)
20. „Heaven's Open” (3:18)

### Dodatki
- „The Space Movie (Incantations)”
- The Wind Chimes
  - „The Wind Chimes"
  - „North Point"
  - „Islands"
  - „The Time Has Come”
  - „Flying Start”
  - „Magic Touch"
- „Mike Oldfield Interview” (wywiad)